# Sexual Eruption
Sexual Eruption (tytuł ocenzurowany Sensual Seduction) – pierwszy singel Snoop Dogga z albumu Ego Trippin’. Utwór wyprodukował Shawty Redd. Singla wydano 20 listopada 2007 roku.
Przez większość utworu Snoop śpiewa z użyciem programu Auto-Tune, dopiero ostatnią zwrotkę rapuje.
Teledysk do utworu stylizowany jest na film z lat 70. Calvin Jr. Starając się stylizować swój teledysk używa również oldschoolowego narzędzia zwanego TalkBox, jednak używa on go tylko na potrzeby teledysku, podczas śpiewu nie użył go ani razu.